# Обкатаність

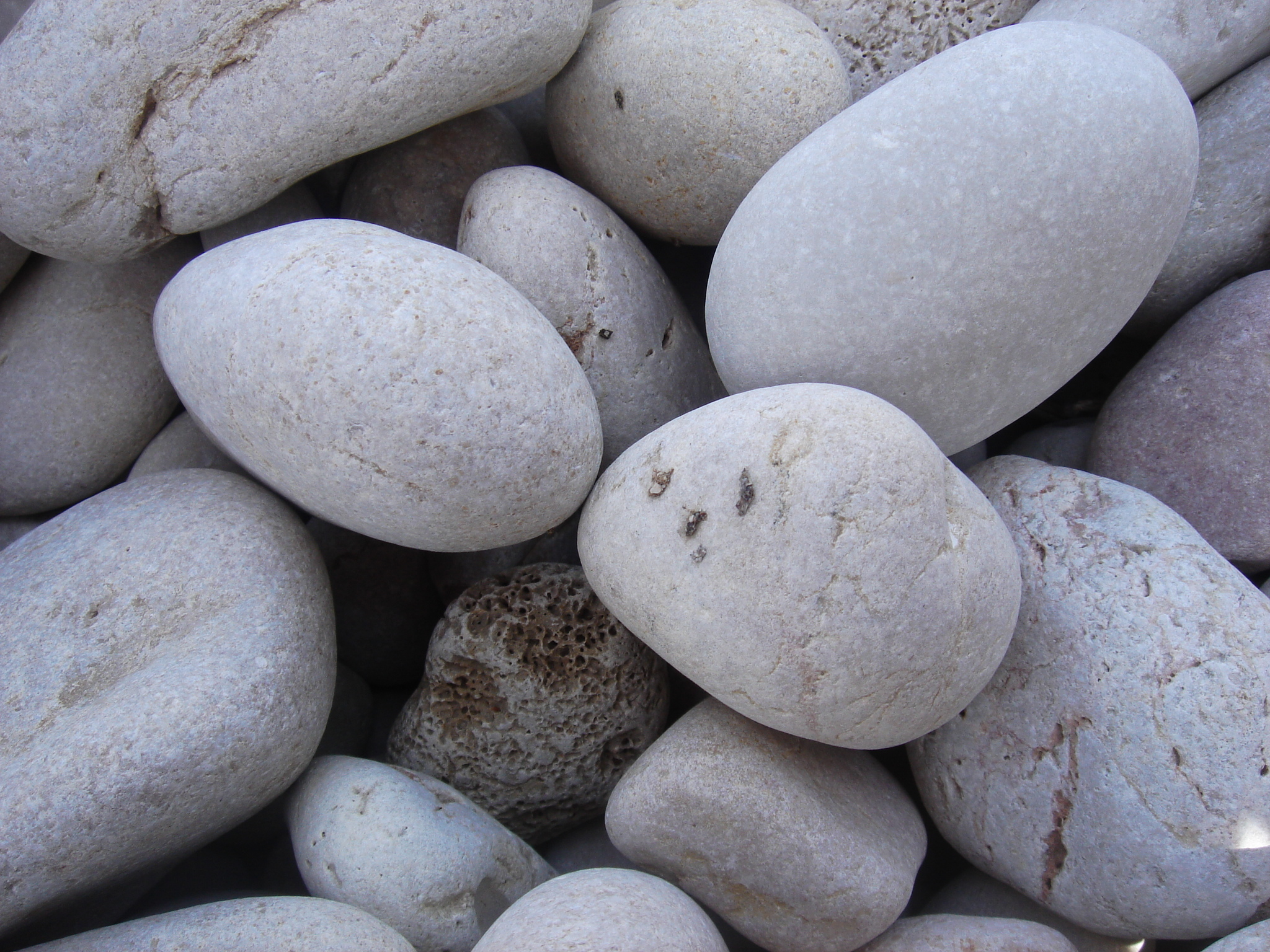
Обкатана галька.

Обкатаність (рос. окатанность, англ. roundness, нім. Rundung f, Zurundung f, Abrollung f) — ступінь згладжування первинних ребер уламків (наприклад, уламків мінералів) внаслідок їх переносу водою, льодовиком або вітром.
Син. — закругленість, заокругленість.